# Drosophila mutica
Drosophila mutica este o specie de muște din genul Drosophila, familia Drosophilidae, descrisă de Masanori Joseph Toda în anul 1988.
Este endemică în Myanmar. Conform Catalogue of Life specia Drosophila mutica nu are subspecii cunoscute.